# Ralf Åkesson
Ralf Åkesson (Oxelösund, Suècia, 8 de febrer de 1961), és un jugador d'escacs suec, que té el títol de Gran Mestre des de 1995.
A la llista d'Elo de la FIDE del novembre de 2020, hi tenia un Elo de 2395 punts, cosa que en feia el jugador número 35 (en actiu) de Suècia. El seu màxim Elo va ser de 2535 punts, a la llista de juliol de 1999 (posició 283 al rànquing mundial).

## Resultats destacats en competició
El 1980/1981 es proclamà Campió d'Europa Sub-20 a Groningen. El 1984 va guanyar a l'Obert de Sitges (per damunt de José Luis Fernández),
Els anys 1985 i 1999 es va proclamar Campió de Suècia. L'abril de 2001 va guanyar el grup de GM del torneig de Gausdal. El desembre de 2003 va guanyar la Rilton Cup a Estocolm.
El juny de 2005 va guanyar el Memorial Marx György a Paks, superant Viktor Erdős.
El desembre de 2015 fou campió del l'Obert de Malmö amb 6½ punts de 7, mig punt per davant de Jacek Stopa i Lars Karlsson.

### Participació en competicions per equips
A Suècia juga representant el club Västerås SK i pel club Södra SS, i a bèlgica pel Leuven Centraal.
Åkesson ha participat, representant Suècia, en tres Olimpíades d'escacs, totes les edicions celebrades entre els anys 1996 i 2000, (amb un total de 15 punts de 28 partides, un 53,6%).
| Any  | Olimpíada        | Ciutat   | Elo propi | Tauler | Partides | Guanyades | Taules | Perdudes | %     | Posició indiv. | Posició equip |
| ---- | ---------------- | -------- | --------- | ------ | -------- | --------- | ------ | -------- | ----- | -------------- | ------------- |
| 1996 | XXXII Olimpíada  | Erevan   | 2500      | 3r     | 10       | 4         | 4      | 2        | 60,0% | 20             | 11            |
| 1998 | XXXIII Olimpíada | Elistà   | 2510      | 3r     | 9        | 3         | 3      | 3        | 50,0% | 60             | 20            |
| 2000 | XXXIV Olimpíada  | Istanbul | 2465      | 4t     | 9        | 2         | 5      | 2        | 50,0% | 66             | 42            |